# Urdari
Urdari – wieś w Rumunii, w okręgu Gorj, w gminie Urdari. W 2011 roku liczyła 1556 mieszkańców.